# Segunda División de España 2006-07
La temporada 2006–07 de la Segunda División de España de fútbol fue la 76.ª edición del campeonato y se disputó entre el 27 de agosto de 2006 y el 17 de junio de 2007. Por razones de patrocinio y por primera vez en su historia, el campeonato pasaría a llamarse Liga BBVA.
El campeón de Segunda División fue el Real Valladolid CF, que batió todos los récords de puntos y partidos seguidos sin perder en esta categoría hasta ese momento.
La Sociedad Deportiva Ponferradina fue debutante en la categoría.

## Sistema de competición
La Segunda División de España 2006/07 fue organizada por la Liga de Fútbol Profesional (LFP).
El campeonato contó con la participación de 22 clubes y se disputó siguiendo un sistema de liga, de modo que todos los equipos se enfrentaron entre sí, todos contra todos en dos ocasiones -una en campo propio y otra en campo contrario- sumando un total de 42 jornadas. El orden de los encuentros se decidió por sorteo antes de empezar la competición.
Los tres primeros clasificados ascendieron directamente a Primera División, y los cuatro últimos clasificados descendieron directamente a Segunda División B.

## Clubes participantes
| Datos de ascensos y descensos con respecto a la temporada anterior |
| --- |
| Deportivo Alavés, Cádiz CF y Málaga CF descienden de Primera División. RC Recreativo de Huelva, Gimnàstic de Tarragona y Levante UD ascienden a Primera División. UE Lleida, Racing de Ferrol, Málaga CF "B" y SD Eibar descienden a Segunda División B. UD Las Palmas, SD Ponferradina, UD Salamanca y UD Vecindario ascienden a Segunda División. |

| Equipo                              | Ciudad                     | Estadio                   |
| ----------------------------------- | -------------------------- | ------------------------- |
| Deportivo Alavés                    | Vitoria                    | Mendizorroza              |
| Albacete Balompié                   | Albacete                   | Carlos Belmonte           |
| Unión Deportiva Almería             | Almería                    | Juegos Mediterráneos      |
| Cádiz Club de Fútbol                | Cádiz                      | Ramón de Carranza         |
| Club de Fútbol Ciudad de Murcia     | Murcia                     | La Condomina              |
| Elche Club de Fútbol                | Elche                      | Manuel Martínez Valero    |
| Hércules Club de Fútbol             | Alicante                   | José Rico Pérez           |
| Club Deportivo Castellón            | Castellón de la Plana      | Castalia                  |
| Unión Deportiva Las Palmas          | Las Palmas de Gran Canaria | Estadio de Gran Canaria   |
| Lorca Deportiva Club de Fútbol      | Lorca                      | Francisco Artés Carrasco  |
| Málaga Club de Fútbol               | Málaga                     | La Rosaleda               |
| Real Murcia Club de Fútbol          | Murcia                     | Nueva Condomina           |
| Club Deportivo Numancia de Soria    | Soria                      | Nuevo Los Pajaritos       |
| Club Polideportivo Ejido            | El Ejido                   | Santo Domingo             |
| Sociedad Deportiva Ponferradina     | Ponferrada                 | El Toralín                |
| Real Madrid Castilla Club de Fútbol | Madrid                     | Alfredo Di Stéfano        |
| Unión Deportiva Salamanca           | Salamanca                  | Helmántico                |
| Real Sporting de Gijón              | Gijón                      | El Molinón                |
| Club Deportivo Tenerife             | Santa Cruz de Tenerife     | Heliodoro Rodríguez López |
| Real Valladolid Club de Fútbol      | Valladolid                 | Nuevo José Zorrilla       |
| Unión Deportiva Vecindario          | Vecindario                 | Municipal de Vecindario   |
| Xerez Club Deportivo                | Jerez de la Frontera       | Chapín                    |

## Desarrollo del campeonato
Después de dos campañas irregulares donde acabó alejado de los puestos de ascenso, el Real Valladolid consiguió el ansiado ascenso a la Primera División de España, y además lo hizo por la puerta grande: Tras un inicio dubitativo, el cuadro blanquivioleta, dirigido por José Luis Mendilibar, batió todos los récords de la categoría, llegando a enlazar 29 jornadas sin perder, certificando el ascenso a ocho jornadas de terminar el campeonato y sumando 88 puntos, cifra tan sólo superada por el Real Club Deportivo de La Coruña cinco años después, con 91 puntos. Además, el equipo del Pisuerga contó entre sus filas con el Trofeo Zamora de aquella temporada, el ya veterano Alberto López y con dos de los máximos goleadores: Víctor Manuel Fernández y Joseba Llorente.
El siguiente equipo en conseguir el ascenso fue la Unión Deportiva Almería. El cuadro indálico tuvo una trayectoria parecida a la del blanquivioleta, consiguiendo despegar tras un irregular inicio para acabar consiguiendo, además, el primer ascenso en su historia a la Primera División de España de forma que la ciudad de Almería volvería a tener un representante en la élite un cuarto de siglo después, certificando el ascenso también con bastante antelación, a cuatro jornadas del final. Así, el conjunto rojiblanco consiguió culminar con éxito la trayectoria ascendente del equipo desde el ascenso a Segunda en 2002, con Unai Emery a los mandos del banquillo y con jugadores destacados como el guardameta holandés Westerveld, Bruno Saltor, Carlos García, Kalu Uche o el mítico Fernando Soriano.
La última plaza de ascenso fue para el Real Murcia, que tras dos temporadas mediocres donde miró más hacia abajo que hacia arriba, esta vez se mostró fuerte desde el inicio y consiguió su segundo ascenso a la categoría reina en cuatro años. Los pimentoneros, al igual que el Almería, consiguió el ascenso a cuatro jornadas del final, siendo esta la temporada donde ya se conocían los tres ascendidos con mayor antelación. El artífice del éxito fue Lucas Alcaraz desde los banquillos, siendo los nombres más destacados en el campo Paco Peña, Pedro León e Iván Alonso, este último el máximo goleador del equipo.
Por detrás de estos tres transatlánticos de aquel año, hubo un gran pelotón de equipos que, aunque tuvieron opciones, no pudieron seguir el gran ritmo impuesto por pucelanos, almerienses y granas en la segunda vuelta. El Xerez, tras estar entre los primeros puestos en el tercio inicial de la campaña, volvió a desinflarse como ya sucediera en ocasiones anteriores y acabó en mitad de tabla, siendo también destacable el inicio de temporada del Salamanca, pese a su condición de recién ascendido. Por otro lado el Cádiz, tras un inicio flojo, consiguió realizar una gran remontada que le aupó cerca de los puestos con premio, pero en ningún momento tuvo opciones reales de arrebatar el puesto a ningún equipo del pelotón. Por segundo año consecutivo, el Ciudad de Murcia, que a punto había estado de dar la campanada el año anterior, anduvo siempre cerca de los tres primeros, pero al igual que muchos otros equipos, no pudo hacer frente a la hegemonía del Valladolid, Almería y su gigante local, el Real Murcia.
Por otro lado, los dos debutantes en la categoría, el Vecindario y la Ponferradina no consiguieron su objetivo de mantener la categoría. En el caso de los insulares, en ningún momento tuvieron opciones de permanencia, ocupando el farolillo rojo desde la quinta jornada y sólo en el tramo final de la temporada pudieron maquillar sus números, mientras que los bercianos, también inmersos en la zona baja desde las primeras jornadas, siempre tuvieron opciones pero que no supieron aprovechar, perdiendo puntos ante rivales directos y mostrando un rendimiento pésimo a domicilio que les acabaron condenando. Mientras, el Lorca Deportiva fue la sorpresa negativa de la temporada. Tras su debut en la categoría de plata en la temporada anterior donde tocaron el ascenso con la punta de los dedos, se acusó en exceso la marcha de Unai Emery al banquillo del Almería, y de otros jugadores clave como Sava o Maldonado, sumado a problemas económicos en el club por el mantenimiento del director deportivo, Pedro Reverte. En la lucha por el descenso, también se vieron implicados equipos históricos como el Málaga y el Alavés, ambos recién descendidos de Primera y que no estuvieron a la altura en ningún momento. También fue el caso del Elche, el Castellón y de Las Palmas, pese a que este último contó con el pichichi de esa temporada, Marcos Márquez. No obstante, el equipo que finalmente acompañó a la división de bronce a Ponferradina, Lorca y Vecindario fue el Real Madrid Castilla, que notó la subida de varios jugadores importantes al primer equipo, y tras jugar con fuego toda la temporada bordeando con la zona roja, se acabó quemando.

## Clasificación
| Pos. | Equipo                       | Pts. | PJ | G  | E  | P  | GF | GC | Dif. | Clasificación                 |
| ---- | ---------------------------- | ---- | -- | -- | -- | -- | -- | -- | ---- | ----------------------------- |
| 1    | Real Valladolid C. F. (C, A) | 88   | 42 | 26 | 10 | 6  | 70 | 35 | +35  | Ascenso a Primera División    |
| 2    | U. D. Almería (A)            | 80   | 42 | 24 | 8  | 10 | 73 | 49 | +24  | Ascenso a Primera División    |
| 3    | Real Murcia C. F. (A)        | 76   | 42 | 21 | 13 | 8  | 62 | 45 | +17  | Ascenso a Primera División    |
| 4    | C. F. Ciudad de Murcia       | 63   | 42 | 18 | 9  | 15 | 52 | 44 | +8   |                               |
| 5    | Cádiz C. F.                  | 61   | 42 | 15 | 16 | 11 | 53 | 45 | +8   |                               |
| 6    | Albacete Balompié            | 60   | 42 | 16 | 12 | 14 | 49 | 48 | +1   |                               |
| 7    | C. D. Tenerife               | 60   | 42 | 18 | 6  | 18 | 48 | 51 | −3   |                               |
| 8    | C. D. Numancia               | 58   | 42 | 15 | 13 | 14 | 48 | 44 | +4   |                               |
| 9    | Xerez C. D.                  | 58   | 42 | 16 | 10 | 16 | 47 | 42 | +5   |                               |
| 10   | Elche C. F.                  | 58   | 42 | 16 | 10 | 16 | 47 | 46 | +1   |                               |
| 11   | Polideportivo Ejido          | 58   | 42 | 16 | 10 | 16 | 52 | 50 | +2   |                               |
| 12   | U. D. Salamanca              | 57   | 42 | 15 | 12 | 15 | 53 | 50 | +3   |                               |
| 13   | Sporting de Gijón            | 56   | 42 | 16 | 8  | 18 | 53 | 53 | 0    |                               |
| 14   | C. D. Castellón              | 56   | 42 | 15 | 11 | 16 | 48 | 41 | +7   |                               |
| 15   | Málaga C. F.                 | 55   | 42 | 14 | 13 | 15 | 49 | 50 | −1   |                               |
| 16   | Hércules C. F.               | 54   | 42 | 14 | 12 | 16 | 48 | 52 | −4   |                               |
| 17   | Deportivo Alavés             | 52   | 42 | 13 | 13 | 16 | 51 | 60 | −9   |                               |
| 18   | U. D. Las Palmas             | 51   | 42 | 13 | 12 | 17 | 51 | 59 | −8   |                               |
| 19   | Real Madrid Castilla (D)     | 49   | 42 | 13 | 10 | 19 | 55 | 67 | −12  | Descenso a Segunda División B |
| 20   | S. D. Ponferradina (D)       | 46   | 42 | 11 | 13 | 18 | 45 | 61 | −16  | Descenso a Segunda División B |
| 21   | Lorca Deportiva C. F. (D)    | 37   | 42 | 9  | 10 | 23 | 37 | 60 | −23  | Descenso a Segunda División B |
| 22   | U. D. Vecindario (D)         | 34   | 42 | 9  | 7  | 26 | 42 | 81 | −39  | Descenso a Segunda División B |

 Fuente: BDFútbol
Criterios de clasificación: Puntos · Enfrentamientos directos · Diferencia de goles · Goles a favor · Play-off
Notas:
1. ↑  Una vez finalizada la temporada, Enrique Pina, máximo accionista del Club de Fútbol Ciudad de Murcia, vendió el club a Carlos Marsá, propietario del Club Polideportivo Granada 74, equipo de la Tercera División. Los nuevos propietarios del Ciudad de Murcia, en una decisión sin precedentes en el fútbol profesional de España, trasladaron la sede social de Murcia a Granada, creando así el Granada 74 Club de Fútbol SAD al adoptar el nombre y los distintivos del club granadino. La decisión tuvo el beneplácito de la LFP y el Tribunal de Arbitraje Deportivo (TAS), pese a la oposición de la FIFA, la UEFA y la Real Federación Española de Fútbol, así como del propio Ayuntamiento de Granada.

### Evolución de la clasificación
| Jornada / Equipo | 1  | 2  | 3  | 4  | 5  | 6  | 7  | 8  | 9  | 10 | 11 | 12 | 13 | 14 | 15 | 16 | 17 | 18 | 19 | 20 | 21 | 22 | 23 | 24 | 25 | 26 | 27 | 28 | 29 | 30 | 31 | 32 | 33 | 34 | 35 | 36 | 37 | 38 | 39 | 40 | 41 | 42 |
| Jornada / Equipo |    |    |    |    |    |    |    |    |    |    |    |    |    |    |    |    |    |    |    |    |    |    |    |    |    |    |    |    |    |    |    |    |    |    |    |    |    |    |    |    |    |    |
| ---------------- | -- | -- | -- | -- | -- | -- | -- | -- | -- | -- | -- | -- | -- | -- | -- | -- | -- | -- | -- | -- | -- | -- | -- | -- | -- | -- | -- | -- | -- | -- | -- | -- | -- | -- | -- | -- | -- | -- | -- | -- | -- | -- |
| Valladolid       | 3  | 1  | 4  | 9  | 7  | 14 | 12 | 11 | 8  | 5  | 4  | 3  | 2  | 2  | 1  | 1  | 1  | 1  | 1  | 1  | 1  | 1  | 1  | 1  | 1  | 1  | 1  | 1  | 1  | 1  | 1  | 1  | 1  | 1  | 1  | 1  | 1  | 1  | 1  | 1  | 1  | 1  |
| Almería          | 18 | 21 | 22 | 20 | 20 | 15 | 17 | 15 | 14 | 11 | 12 | 8  | 7  | 7  | 6  | 5  | 3  | 2  | 3  | 3  | 3  | 3  | 3  | 3  | 3  | 3  | 3  | 2  | 3  | 3  | 2  | 2  | 2  | 2  | 2  | 2  | 3  | 2  | 2  | 2  | 2  | 2  |
| Real Murcia      | 15 | 8  | 11 | 5  | 3  | 2  | 2  | 2  | 2  | 1  | 2  | 2  | 4  | 5  | 4  | 4  | 5  | 4  | 2  | 2  | 2  | 2  | 2  | 2  | 2  | 2  | 2  | 3  | 2  | 2  | 3  | 3  | 3  | 3  | 3  | 3  | 2  | 3  | 3  | 3  | 3  | 3  |
| Ciudad de Murcia | 1  | 7  | 7  | 10 | 10 | 8  | 3  | 5  | 4  | 7  | 8  | 10 | 8  | 10 | 8  | 14 | 11 | 13 | 8  | 7  | 4  | 7  | 5  | 7  | 6  | 6  | 7  | 7  | 8  | 4  | 4  | 4  | 6  | 4  | 4  | 5  | 5  | 4  | 4  | 4  | 4  | 4  |
| Cádiz            | 2  | 2  | 3  | 3  | 9  | 16 | 14 | 13 | 16 | 13 | 16 | 14 | 14 | 16 | 10 | 13 | 10 | 10 | 12 | 11 | 7  | 4  | 4  | 4  | 5  | 4  | 5  | 5  | 6  | 6  | 10 | 10 | 4  | 7  | 5  | 7  | 8  | 9  | 5  | 5  | 5  | 5  |
| Albacete         | 4  | 3  | 2  | 2  | 2  | 4  | 4  | 7  | 3  | 4  | 7  | 7  | 9  | 11 | 9  | 8  | 14 | 17 | 13 | 14 | 15 | 17 | 18 | 15 | 13 | 13 | 13 | 11 | 11 | 9  | 11 | 8  | 9  | 8  | 9  | 6  | 6  | 6  | 7  | 8  | 8  | 6  |
| Tenerife         | 7  | 12 | 15 | 11 | 11 | 9  | 5  | 8  | 9  | 6  | 9  | 11 | 13 | 14 | 19 | 16 | 17 | 14 | 16 | 16 | 16 | 13 | 15 | 13 | 14 | 16 | 18 | 16 | 16 | 14 | 15 | 12 | 12 | 13 | 10 | 11 | 9  | 11 | 8  | 12 | 9  | 7  |
| Numancia         | 14 | 18 | 13 | 6  | 12 | 7  | 11 | 16 | 15 | 19 | 15 | 17 | 17 | 12 | 13 | 7  | 13 | 7  | 9  | 8  | 11 | 11 | 7  | 5  | 4  | 5  | 4  | 4  | 5  | 7  | 6  | 7  | 5  | 5  | 7  | 8  | 10 | 7  | 9  | 7  | 6  | 8  |
| Xerez            | 8  | 4  | 1  | 1  | 1  | 1  | 1  | 1  | 1  | 2  | 1  | 1  | 1  | 1  | 2  | 2  | 2  | 6  | 6  | 10 | 5  | 6  | 8  | 6  | 7  | 8  | 6  | 6  | 4  | 5  | 5  | 5  | 7  | 9  | 6  | 4  | 4  | 5  | 6  | 6  | 7  | 9  |
| Elche            | 11 | 15 | 19 | 16 | 17 | 20 | 21 | 21 | 21 | 21 | 21 | 21 | 21 | 20 | 20 | 21 | 19 | 20 | 20 | 19 | 17 | 15 | 14 | 17 | 16 | 14 | 14 | 14 | 15 | 17 | 18 | 16 | 13 | 16 | 13 | 10 | 11 | 10 | 13 | 14 | 11 | 10 |
| Poli Ejido       | 22 | 14 | 18 | 15 | 14 | 17 | 15 | 14 | 12 | 10 | 6  | 6  | 6  | 6  | 7  | 10 | 7  | 8  | 10 | 9  | 10 | 5  | 6  | 8  | 11 | 7  | 8  | 10 | 9  | 10 | 7  | 9  | 11 | 12 | 14 | 15 | 12 | 16 | 14 | 15 | 12 | 11 |
| Salamanca        | 5  | 10 | 6  | 14 | 5  | 5  | 8  | 4  | 5  | 3  | 3  | 4  | 3  | 3  | 3  | 3  | 6  | 5  | 4  | 4  | 6  | 8  | 9  | 10 | 8  | 11 | 10 | 8  | 7  | 8  | 8  | 6  | 8  | 6  | 8  | 9  | 7  | 8  | 11 | 10 | 14 | 12 |
| Sporting         | 19 | 9  | 8  | 12 | 16 | 10 | 7  | 3  | 6  | 8  | 5  | 5  | 5  | 4  | 5  | 6  | 4  | 3  | 5  | 6  | 9  | 10 | 11 | 9  | 10 | 10 | 11 | 9  | 10 | 12 | 13 | 13 | 14 | 14 | 15 | 16 | 13 | 12 | 15 | 13 | 15 | 13 |
| Castellón        | 10 | 17 | 12 | 17 | 18 | 12 | 10 | 10 | 11 | 15 | 17 | 19 | 20 | 18 | 14 | 9  | 15 | 11 | 14 | 15 | 14 | 16 | 17 | 19 | 19 | 19 | 19 | 19 | 19 | 19 | 16 | 15 | 15 | 11 | 11 | 12 | 14 | 13 | 10 | 9  | 10 | 14 |
| Málaga           | 6  | 5  | 9  | 13 | 4  | 3  | 6  | 6  | 10 | 14 | 13 | 13 | 16 | 9  | 11 | 17 | 12 | 16 | 11 | 13 | 13 | 14 | 12 | 13 | 15 | 15 | 17 | 18 | 18 | 18 | 19 | 18 | 18 | 15 | 16 | 17 | 16 | 15 | 16 | 16 | 16 | 15 |
| Hércules         | 17 | 6  | 5  | 7  | 15 | 19 | 20 | 19 | 19 | 18 | 14 | 9  | 11 | 8  | 16 | 12 | 9  | 9  | 7  | 5  | 8  | 9  | 10 | 11 | 9  | 12 | 12 | 13 | 14 | 11 | 9  | 11 | 10 | 10 | 12 | 13 | 15 | 14 | 12 | 11 | 13 | 16 |
| Alavés           | 12 | 16 | 10 | 4  | 6  | 11 | 9  | 9  | 7  | 9  | 10 | 12 | 12 | 13 | 18 | 15 | 18 | 15 | 17 | 12 | 12 | 12 | 13 | 14 | 12 | 9  | 9  | 12 | 12 | 13 | 14 | 17 | 17 | 17 | 18 | 19 | 19 | 18 | 18 | 18 | 17 | 17 |
| Las Palmas       | 16 | 22 | 17 | 22 | 21 | 21 | 18 | 20 | 20 | 20 | 20 | 20 | 18 | 19 | 12 | 18 | 16 | 18 | 18 | 18 | 19 | 19 | 19 | 18 | 18 | 18 | 16 | 15 | 13 | 15 | 12 | 14 | 16 | 18 | 17 | 14 | 17 | 17 | 17 | 17 | 18 | 18 |
| RM Castilla      | 9  | 20 | 21 | 19 | 13 | 18 | 19 | 17 | 18 | 16 | 19 | 16 | 10 | 15 | 15 | 11 | 8  | 12 | 15 | 17 | 18 | 18 | 16 | 16 | 17 | 17 | 15 | 17 | 17 | 16 | 17 | 19 | 19 | 19 | 19 | 18 | 18 | 19 | 19 | 19 | 19 | 19 |
| Ponferradina     | 20 | 11 | 14 | 8  | 8  | 6  | 13 | 12 | 13 | 17 | 18 | 18 | 19 | 21 | 21 | 20 | 21 | 19 | 19 | 20 | 20 | 20 | 21 | 21 | 21 | 20 | 20 | 20 | 20 | 20 | 20 | 20 | 20 | 20 | 20 | 20 | 20 | 20 | 20 | 20 | 20 | 20 |
| Lorca            | 13 | 19 | 20 | 18 | 19 | 13 | 16 | 18 | 17 | 12 | 11 | 15 | 15 | 17 | 17 | 19 | 20 | 21 | 21 | 21 | 21 | 21 | 20 | 20 | 20 | 21 | 21 | 21 | 21 | 21 | 21 | 21 | 21 | 21 | 21 | 21 | 21 | 21 | 21 | 21 | 21 | 21 |
| Vecindario       | 21 | 13 | 16 | 21 | 22 | 22 | 22 | 22 | 22 | 22 | 22 | 22 | 22 | 22 | 22 | 22 | 22 | 22 | 22 | 22 | 22 | 22 | 22 | 22 | 22 | 22 | 22 | 22 | 22 | 22 | 22 | 22 | 22 | 22 | 22 | 22 | 22 | 22 | 22 | 22 | 22 | 22 |

## Resultados
| Local \ Visitante      | ALV | ALB | ALM | CAD | CAS | CIU | ELC | HER | LAS | LOR | MAL | MUR | NUM | POL | PON | RMC | SAL | SPO | TEN | VLD | VEC | XER |
| ---------------------- | --- | --- | --- | --- | --- | --- | --- | --- | --- | --- | --- | --- | --- | --- | --- | --- | --- | --- | --- | --- | --- | --- |
| Deportivo Alavés       | —   | 1–1 | 1–0 | 1–1 | 2–0 | 1–0 | 1–1 | 2–3 | 1–2 | 3–1 | 0–1 | 1–1 | 2–2 | 2–1 | 1–2 | 3–1 | 0–2 | 0–0 | 0–0 | 1–2 | 5–1 | 1–0 |
| Albacete Balompié      | 2–2 | —   | 1–1 | 4–1 | 0–1 | 2–2 | 0–0 | 0–1 | 1–1 | 1–0 | 2–1 | 0–0 | 1–3 | 1–1 | 2–0 | 1–0 | 1–1 | 2–1 | 2–0 | 0–2 | 3–2 | 0–0 |
| U. D. Almería          | 2–2 | 2–1 | —   | 2–1 | 2–1 | 3–1 | 2–0 | 3–0 | 2–1 | 4–0 | 2–2 | 2–1 | 3–0 | 3–1 | 3–1 | 1–0 | 3–1 | 2–0 | 0–1 | 3–2 | 3–0 | 1–1 |
| Cádiz C. F.            | 1–1 | 1–2 | 2–2 | —   | 0–2 | 1–2 | 3–1 | 1–1 | 0–0 | 0–0 | 1–0 | 1–1 | 1–0 | 0–0 | 0–0 | 3–3 | 2–0 | 1–1 | 1–0 | 0–0 | 3–0 | 1–2 |
| C. D. Castellón        | 2–0 | 0–0 | 1–1 | 2–0 | —   | 2–0 | 1–2 | 0–0 | 2–0 | 2–1 | 0–1 | 0–1 | 3–1 | 0–0 | 4–0 | 1–1 | 1–2 | 0–3 | 2–1 | 2–1 | 0–0 | 1–0 |
| C. F. Ciudad de Murcia | 5–1 | 2–1 | 0–1 | 1–1 | 1–1 | —   | 1–1 | 2–1 | 4–2 | 2–1 | 2–0 | 1–1 | 1–0 | 3–0 | 1–1 | 0–0 | 1–0 | 3–1 | 2–1 | 1–0 | 2–0 | 1–0 |
| Elche C. F.            | 1–0 | 1–2 | 1–2 | 1–1 | 1–0 | 1–2 | —   | 2–0 | 2–1 | 0–2 | 2–1 | 1–1 | 1–2 | 2–0 | 1–0 | 2–1 | 1–1 | 1–0 | 0–1 | 0–1 | 2–1 | 1–1 |
| Hércules C. F.         | 3–1 | 0–1 | 0–2 | 0–1 | 2–2 | 1–1 | 0–2 | —   | 1–1 | 1–1 | 0–1 | 0–1 | 2–0 | 1–0 | 3–0 | 0–3 | 2–0 | 1–1 | 3–1 | 2–2 | 1–0 | 2–0 |
| U. D. Las Palmas       | 6–1 | 0–1 | 3–1 | 0–3 | 1–0 | 0–1 | 2–2 | 3–1 | —   | 2–1 | 2–1 | 1–0 | 1–1 | 0–2 | 0–0 | 2–1 | 2–2 | 3–1 | 0–0 | 2–2 | 3–1 | 0–1 |
| Lorca Deportiva C. F.  | 1–2 | 3–0 | 3–1 | 1–2 | 0–4 | 1–0 | 2–0 | 0–1 | 0–1 | —   | 2–2 | 1–1 | 1–1 | 1–3 | 1–0 | 2–0 | 0–2 | 0–2 | 2–3 | 0–2 | 1–1 | 2–1 |
| Málaga C. F.           | 1–0 | 0–3 | 2–1 | 1–1 | 0–0 | 0–0 | 2–0 | 0–0 | 3–1 | 4–0 | —   | 1–2 | 1–2 | 1–1 | 1–1 | 3–3 | 1–0 | 1–1 | 1–0 | 0–1 | 3–2 | 1–0 |
| Real Murcia C. F.      | 1–0 | 0–1 | 3–2 | 1–0 | 2–1 | 2–1 | 0–2 | 3–1 | 3–1 | 1–0 | 3–2 | —   | 3–0 | 0–1 | 1–1 | 2–2 | 1–0 | 3–1 | 1–4 | 1–4 | 4–3 | 3–0 |
| C. D. Numancia         | 1–1 | 1–1 | 1–1 | 1–0 | 2–1 | 2–1 | 3–2 | 2–2 | 3–0 | 0–0 | 2–0 | 1–2 | —   | 3–1 | 1–0 | 0–1 | 0–0 | 2–0 | 0–1 | 1–2 | 3–0 | 1–0 |
| Polideportivo Ejido    | 5–2 | 1–0 | 1–2 | 0–1 | 0–2 | 2–0 | 2–1 | 2–0 | 1–1 | 1–1 | 4–1 | 0–2 | 0–0 | —   | 1–1 | 0–0 | 1–0 | 4–1 | 4–2 | 2–3 | 1–0 | 0–2 |
| S. D. Ponferradina     | 0–2 | 4–3 | 0–1 | 1–3 | 1–0 | 1–0 | 1–1 | 4–1 | 3–0 | 2–1 | 2–2 | 1–1 | 2–0 | 2–0 | —   | 0–3 | 1–2 | 0–3 | 1–0 | 2–2 | 3–3 | 1–1 |
| Real Madrid Castilla   | 1–1 | 2–1 | 3–1 | 0–1 | 1–1 | 2–1 | 0–2 | 0–3 | 0–3 | 2–0 | 2–1 | 0–2 | 0–0 | 4–1 | 3–1 | —   | 2–1 | 0–3 | 2–3 | 1–3 | 3–2 | 1–1 |
| U. D. Salamanca        | 3–0 | 4–1 | 2–0 | 2–0 | 1–2 | 1–0 | 0–1 | 2–2 | 2–2 | 2–1 | 0–0 | 3–2 | 0–0 | 0–0 | 3–3 | 3–2 | —   | 0–1 | 0–0 | 1–1 | 2–3 | 1–0 |
| Sporting de Gijón      | 1–1 | 0–1 | 1–2 | 5–4 | 2–2 | 4–3 | 0–0 | 1–0 | 2–0 | 0–1 | 1–3 | 0–1 | 1–0 | 0–1 | 1–0 | 0–1 | 2–1 | —   | 1–1 | 1–3 | 1–0 | 2–1 |
| C. D. Tenerife         | 1–2 | 1–0 | 2–1 | 0–1 | 2–0 | 1–0 | 2–0 | 3–2 | 3–1 | 1–1 | 1–2 | 1–1 | 1–0 | 3–1 | 0–1 | 3–2 | 1–0 | 0–4 | —   | 0–2 | 0–2 | 0–2 |
| Real Valladolid C. F.  | 1–0 | 4–2 | 2–2 | 2–2 | 1–0 | 1–0 | 1–0 | 0–1 | 2–0 | 1–0 | 1–0 | 1–1 | 2–0 | 0–1 | 1–0 | 4–0 | 2–3 | 1–0 | 1–0 | —   | 3–0 | 1–1 |
| U. D. Vecindario       | 0–1 | 1–0 | 0–1 | 1–2 | 4–2 | 0–1 | 1–4 | 1–1 | 1–0 | 1–1 | 1–1 | 1–1 | 1–5 | 0–4 | 1–0 | 2–1 | 0–3 | 0–2 | 2–1 | 1–2 | —   | 2–1 |
| Xerez C. D.            | 0–2 | 0–1 | 3–0 | 1–4 | 1–0 | 2–0 | 2–1 | 0–2 | 0–0 | 1–0 | 1–0 | 1–1 | 1–1 | 2–1 | 3–1 | 3–1 | 5–0 | 3–1 | 1–2 | 1–1 | 1–0 | —   |

## Máximos goleadores

### Trofeo Pichichi
El delantero del Real Valladolid Joseba Llorente comandó la tabla de goleadores durante la mayor parte del campeonato. Sin embargo, cuando su equipo se aseguró matemáticamente el ascenso a nueve jornadas del final, prefirió pasar por el quirófano para solventar una lesión arrastrada durante toda la temporada. Su ausencia la aprovechó Marcos Márquez, que finalmente se llevó el Trofeo Pichichi como máximo anotador del campeonato.

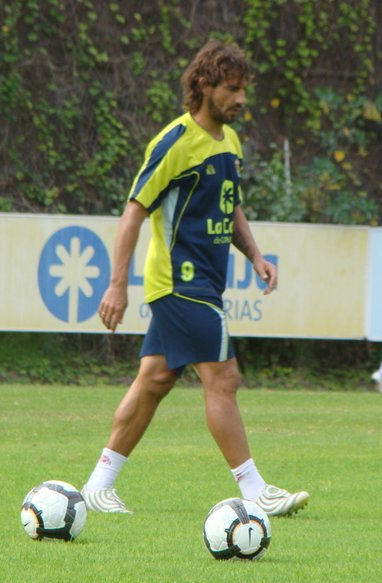
Marcos Márquez logró el Trofeo Pichichi y el Zarra

| Pos. | Jugador                  | Equipo               | Goles |
| ---- | ------------------------ | -------------------- | ----- |
| 1º   | Marcos Márquez           | UD Las Palmas        | 21    |
| 2.º  | Víctor Fernández         | Real Valladolid      | 19    |
| 3.º  | Álvaro Negredo           | Real Madrid Castilla | 18    |
| 4.º  | Joseba Llorente          | Real Valladolid      | 17    |
| 5.º  | Henok Goitom             | Ciudad de Murcia     | 15    |
|      | Natalio Lorenzo          | CD Castellón         | 15    |
| 7.º  | Iván Alonso              | Real Murcia          | 14    |
|      | Braulio Nóbrega          | UD Salamanca         | 14    |
| 9.º  | Miguel Carrilero, Míchel | UD Almería           | 13    |
|      | Francisco Jiménez, Xisco | UD Vecindario        | 13    |

### Trofeo Zarra
El delantero andaluz de la UD Las Palmas, Marcos Márquez, conquistó también el premio del Diario Marca al máximo goleador español.
| Pos. | Jugador          | Equipo               | Goles |
| ---- | ---------------- | -------------------- | ----- |
| 1º   | Marcos Márquez   | UD Las Palmas        | 21    |
| 2.º  | Víctor Fernández | Real Valladolid      | 19    |
| 3.º  | Álvaro Negredo   | Real Madrid Castilla | 18    |

## Otros premios

### Trofeo Zamora
Con 38 años y después de trece temporadas defendiendo la meta de la Real Sociedad en Primera División, Alberto López inició una nueva etapa en Segunda con el Real Valladolid y fue uno de los puntales del ascenso del equipo, al conseguir el trofeo como portero menos goleado de la liga. Para optar al premio fue necesario disputar 60 minutos en, como mínimo, 28 partidos.

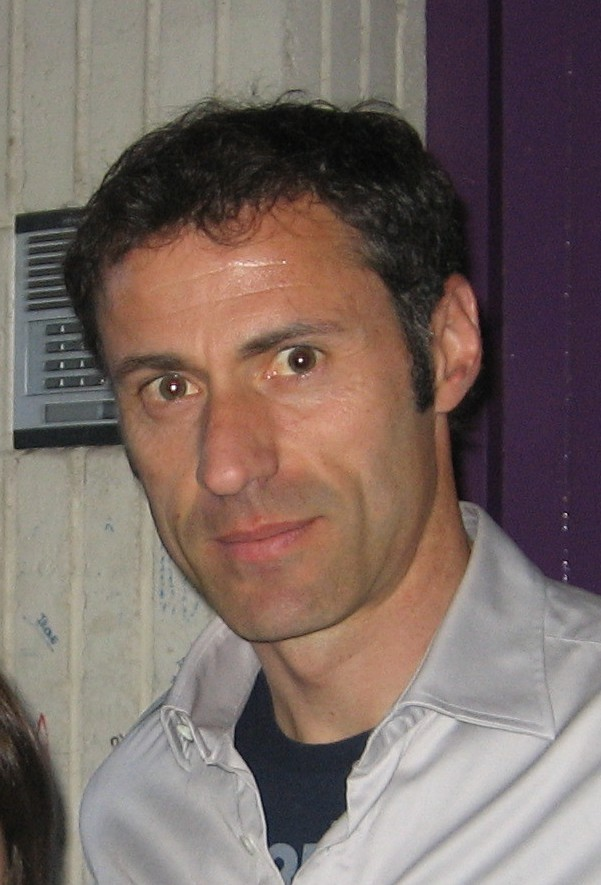
El veterano Alberto ganó su primer Zamora.

| Pos. | Jugador            | Equipo          | Goles | Partidos | Promedio |
| ---- | ------------------ | --------------- | ----- | -------- | -------- |
| 1º   | Alberto López      | Real Valladolid | 28    | 35       | 0,80     |
| 2.º  | Antonio Notario    | Real Murcia     | 31    | 36       | 0,86     |
| 3.º  | Javier Oliva       | CD Castellón    | 36    | 40       | 0,90     |
| 4.º  | Juan Pablo Colinas | CD Numancia     | 41    | 41       | 1,00     |
| 5.º  | Sander Westerveld  | UD Almería      | 41    | 41       | 1,00     |

### Trofeo Miguel Muñoz
Unai Emery, que ya había ganado la primera edición de este premio dirigiendo al Lorca Deportiva, lo conquistó por segundo año consecutivo, tras lograr el ascenso con la UD Almería.

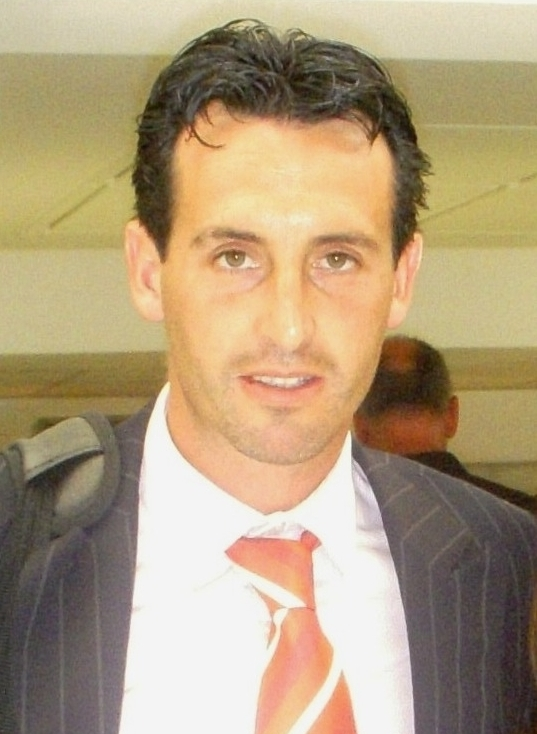
Emery revalidó el premio al mejor entrenador

| Pos. | Entrenador           | Equipo            | Puntos |
| ---- | -------------------- | ----------------- | ------ |
| 1º   | Unai Emery           | UD Almería        | 78     |
| 2.º  | Manolo Preciado      | Sporting de Gijón | 73     |
| 3.º  | José Luis Mendilibar | Real Valladolid   | 71     |

### Trofeo Guruceta
Premio otorgado por el Diario Marca al mejor árbitro del torneo.
| Pos. | Árbitro (colegio)                 | Puntos | Partidos | Coeficiente |
| ---- | --------------------------------- | ------ | -------- | ----------- |
| 1º   | Manuel Ángel Pérez Lima           | 27     | 19       | 1,42        |
| 2.º  | Francisco Javier Llorente Carcedo | 22     | 16       | 1,38        |
| 3.º  | José Luis González González       | 28     | 22       | 1,27        |

## Resumen
Campeón de Segunda División:
| - Real Valladolid Club de Fútbol |

Ascienden a Primera División:
| - Real Valladolid Club de Fútbol | - Unión Deportiva Almería | - Real Murcia Club de Fútbol |

Descienden a Segunda División B: 
| - Real Madrid Castilla Club de Fútbol | - Sociedad Deportiva Ponferradina | - Lorca Deportiva Club de Fútbol | - Unión Deportiva Vecindario |

Vende su plaza: 
| - Club de Fútbol Ciudad de Murcia |